# Traisenort
Traisenort ist eine Ortschaft und eine Katastralgemeinde der Gemeinde St. Veit an der Gölsen im Bezirk Lilienfeld in Niederösterreich.

## Geschichte
Laut Adressbuch von Österreich war im Jahr 1938 in Traisenort ein Wasenmeister ansässig.

## Siedlungsentwicklung
Zum Jahreswechsel 1979/1980 befanden sich in der Katastralgemeinde Traisenort insgesamt 23 Bauflächen mit 7.621 m² und 22 Gärten auf 40.797 m², 1989/1990 gab es 24 Bauflächen. 1999/2000 war die Zahl der Bauflächen auf 76 angewachsen und 2009/2010 bestanden 47 Gebäude auf 93 Bauflächen.

## Bodennutzung
Die Katastralgemeinde ist landwirtschaftlich geprägt. 70 Hektar wurden zum Jahreswechsel 1979/1980 landwirtschaftlich genutzt und 41 Hektar waren forstwirtschaftlich geführte Waldflächen. 1999/2000 wurde auf 62 Hektar Landwirtschaft betrieben und 50 Hektar waren als forstwirtschaftlich genutzte Flächen ausgewiesen. Ende 2018 waren 59 Hektar als landwirtschaftliche Flächen genutzt und Forstwirtschaft wurde auf 50 Hektar betrieben. Die durchschnittliche Bodenklimazahl von Traisenort beträgt 26,7 (Stand 2010).